# Allaicha
Allaicha (rusky Аллаиха) je řeka v Jakutské republice v Rusku. Je 563 km dlouhá. Povodí má rozlohu 12 400 km². Na horním toku se nazývá Elikčeen (rusky Эликчээн).

## Průběh toku
Pramení na severovýchodních svazích Polousného Krjaže. Teče převážně přes Janoindigirskou nížinu. V jejím povodí je přibližně 3700 jezer. Jezernatost řeky je 6,2 %. Ústí zleva do Indigirky.

## Vodní stav
Zdroj vody je sněhový a dešťový.